# Okręty podwodne typu Argo
Okręty podwodne typu Argo – typ okrętów podwodnych, budowanych początkowo dla Portugalii, w końcowej fazie budowy przejętych przez Regia Marina, w służbie podczas II wojny światowej.

## Historia
Stępkę pod dwa okręty podwodne na zamówienie portugalskie położono w stoczni koncernu Cantieri Riuniti dell’Adriatico (C.R.D.A.) w Monfalcone koło Triestu w 1931 roku. Pracę nad ich budową i wyposażeniem postępowały powoli, a w 1935 roku strona portugalska zrezygnowała z przyjęcia okrętów, powołując się na kłopoty finansowe. W związku z tym obie jednostki zostały zaoferowane marynarce włoskiej, która podjęła decyzję o włączeniu okrętów w skład własnej floty. Po niezbędnych zmianach wyposażenia okręty zostały ostatecznie wcielone do służby w 1937 roku, otrzymując nazwy „Argo” i „Velella”.
Po przystąpieniu Włoch do II wojny światowej po stronie państw Osi oba okręty zostały przerzucone na Atlantyk, operując z bazy w Bordeaux (BETASOM). Brały udział w Bitwie o Atlantyk do drugiej połowy 1941 roku, kiedy powróciły na Morze Śródziemne. Tam działały bez większych sukcesów, ponadto z uwagi na poważne awarie silników wysokoprężnych często ulegały awarii. Oba okręty zostały zatopione niemal równocześnie, "Argo" przez własną załogę, "Velella" storpedowany przez okręt podwodny Royal Navy.

## Okręty
- „Argo”(inne języki) – zwodowany 24 listopada 1936, w służbie od 31 sierpnia 1937. W czasie działań na Atlantyku poważnie uszkodził kanadyjski niszczyciel HMCS "Saguenay". Zatopiony przez własną załogę dla uniknięcia przejęcia okrętu przez Niemców w macierzystej stoczni w Monfalcone 10 września 1943. Pocięty na złom w 1947.
- „Velella”(inne języki) – zwodowany 18 grudnia 1936, w służbie od 1 września 1937. Zatonął wraz z całą załogą niedaleko Salerno 7 września 1943 roku, storpedowany przez brytyjski okręt podwodny HMS "Shakespeare" typu S.